# Intel Core i9
De Core i9 is een serie processoren gemaakt door het Amerikaanse bedrijf Intel. De Core i9-serie werd uitgebracht in 2017 en is specifiek gericht op zeer hoge prestaties voor werkstations. De Core i9-serie heeft 4 tot 18 kernen, tot 24,75 MB cache en boost-clocks tot 5,3 GHz. De Core i9 vervangt de Core i7 Extreme-serie.

## Historie
De eerste Core i9 die Intel heeft gelanceerd is de Core i9-7900X. Deze heeft 10 kernen, een kloksnelheid van 3,3 GHz en stamt uit het tweede kwartaal van 2017. Sinds 2017 zijn er elk jaar nieuwe modellen toegevoegd, de meest recente is de 10850K. Deze heeft ook 10 kernen, maar een boost kloksnelheid van 5,2 GHz. De 10850K is het kleine broertje van de 10900K, het topmodel van Intels hele line-up in 2020. Het enige verschil tussen deze twee is dat de 10850K iets lagere kloksnelheden heeft, en een stuk lagere prijs. 
Er zijn twee verschillende soorten Core i9. De ene is de 'normale' line-up voor de consument. Deze hebben tot 10 kernen en zijn heel snel geklokt wat ze erg geschikt maakt voor gaming. De andere line-up is gemaakt voor een heel ander doel, ook al heet ze hetzelfde. De zogenaamde 'HEDT'-line-up (High End DeskTop) van Core i9 heeft minder hoge kloksnelheden. Maar deze hebben meer cache en tot 18 kernen in plaats van 10. Dit maakt ze meer geschikt voor taken als zware videobewerking in 8K. De enige producten van Intel met meer kernen zijn Intel Xeon Platinum en Intel Xeon W. 

## Modellen
| Model   | Kernen / Threads | Kloksnelheid (en boost-klok) | Architectuur        | socket  | Gelanceerd |
| ------- | ---------------- | ---------------------------- | ------------------- | ------- | ---------- |
| 11900K  | 8/16             | 3,5 GHZ (5,3 GHZ)            | Rocket Lake         | LGA1200 | 2021       |
| 11900KF | 8/16             | 3,5 GHZ (5,3 GHZ)            | Rocket Lake         | LGA1200 | 2021       |
| 11900F  | 8/16             | 2,5 GHZ (5,2 GHZ)            | Rocket Lake         | LGA1200 | 2021       |
| 11900   | 8/16             | 2,5 GHZ (5,2 GHZ)            | Rocket Lake         | LGA1200 | 2021       |
| 11900t  | 8/16             | 1,0 GHZ (4,9 GHZ)            | Rocket Lake         | LGA1200 | 2021       |
| 10900K  | 10 / 20          | 3,6 GHz (5,3 GHz)            | Comet Lake          | LGA1200 | 2020       |
| 10900KF | 10 / 20          | 3,6 GHz (5,3 GHz)            | Comet Lake          | LGA1200 | 2020       |
| 10900F  | 10 / 20          | 2,8 GHz (5,2 GHz)            | Comet Lake          | LGA1200 | 2020       |
| 10900   | 10 / 20          | 2,8 GHz (5,2 GHz)            | Comet Lake          | LGA1200 | 2020       |
| 10900T  | 10 / 20          | 1,9 GHz (4,6 GHz)            | Comet Lake          | LGA1200 | 2020       |
| 10850K  | 10 / 20          | 3,6 GHz (5,2 GHz)            | Comet Lake          | LGA1200 | 2020       |
| 9900KS  | 8 / 16           | 4,0 GHz (5,0 GHz)            | Coffee Lake Refresh | LGA1151 | 2019       |
| 9900K   | 8 / 16           | 3,6 GHz (5,0 GHz)            | Coffee Lake Refresh | LGA1151 | 2018       |
| 9900KF  | 8 / 16           | 3,6 GHz (5,0 GHz)            | Coffee Lake Refresh | LGA1151 | 2019       |
| 9900    | 8 / 16           | 3,1 GHz (5,0 GHz)            | Coffee Lake Refresh | LGA1151 | 2019       |
| 9900T   | 8 / 16           | 2,1 GHz (4,4 GHz)            | Coffee Lake Refresh | LGA1151 | 2019       |
| 8950HK  | 6 / 12           | 2,9 GHz (4,8 GHz)            | Coffee Lake         | LGA1151 | 2018       |

| Model   | Kernen | Kloksnelheid (en boost-klok) | Architectuur  | Gelanceerd |
| ------- | ------ | ---------------------------- | ------------- | ---------- |
| 10980XE | 18     | 3,0 GHz (4,6 GHz)            | Cascade Lake  | 2019       |
| 9980XE  | 18     | 3,0 GHz (4,4 GHz)            | Coffee Lake-X | 2018       |
| 7980XE  | 18     | 2,6 GHz (4,2 GHz)            | Kaby Lake-X   | 2017       |
| 7940X   | 14     | 4,30 GHz (4,5 GHz)           | Kaby Lake-X   | 2017       |